# Lewisham (londýnský obvod)
Městská část Lewisham, oficiální název — London Borough of Lewisham, je městským obvodem na jihovýchodě Londýna a je součástí Vnitřního Londýna.
Na rozdíl od většiny londýnských městských částí je řízen přímo voleným starostou.
Městská část vznikla v roce 1965 a zahrnuje bývalé části Borough of Lewisham a Borough of Deptford.

## Obvody městské části
- Bell Green
- Bellingham
- Blackheath
- Brockley
- Catford
- Deptford
- Downham
- Forest Hill
- Grove Park
- Hither Green
- Honor Oak
- Honor Oak Park
- Ladywell
- Lee
- Lewisham
- Lower Sydenham
- New Cross
- New Cross Gate
- St John's
- Southend
- Sydenham
- Upper Sydenham

## Volební obvody
- Lewisham Deptford
- Lewisham West
- Lewisham East